# Cirurgia de Hartmann

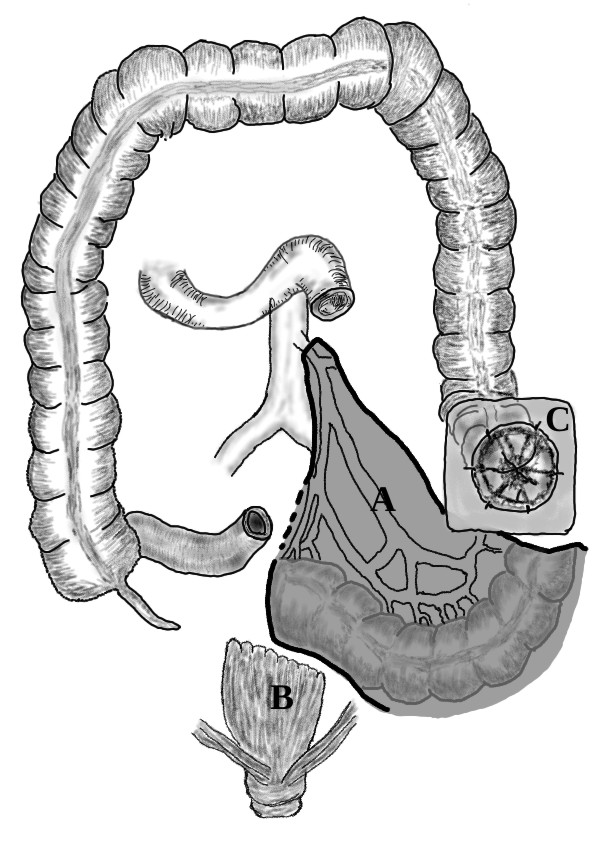
Cirurgia de Hartmann: A - ressecção sigmóide estendida (cinza); B - coto retal fechado; C - colostomia

A cirurgia de Hartmann é a ressecção cirúrgica do cólon retossigmóide com fechamento do coto anorretal e formação de uma colostomia final. Foi usado para tratar câncer de cólon ou inflamação (proctosigmoidite, proctite, diverticulite, etc.). Atualmente, seu uso é limitado à cirurgia de emergência quando a anastomose imediata não é possível ou, mais raramente, é utilizada de forma paliativa em pacientes com tumores colorretais.
A cirurgia de Hartmann com colostomia ou ileostomia na extremidade proximal é a operação mais comum realizada por cirurgiões gerais para o tratamento da obstrução maligna do cólon distal. Durante esse procedimento, a lesão é removida, o intestino distal fechado por via intraperitoneal e o intestino proximal desviado com um estoma.
As indicações para este procedimento incluem:
a. Peritonite localizada ou generalizada causada por perfuração do intestino secundária ao câncer
b. Intestino proximal viável, porém lesionado, que, na opinião do cirurgião em operação, impede anastomose segura
c. Diverticulite complicada
O uso do procedimento teve inicialmente uma taxa de mortalidade de 8,8%. Atualmente, a taxa de mortalidade geral é menor, mas varia muito, dependendo da indicação da cirurgia. Um estudo não mostrou diferença estatisticamente significante na morbimortalidade entre o procedimento laparoscópico ante à cirurgia de Hartmann.

## História
O procedimento foi descrito pela primeira vez em 1921 pelo cirurgião francês Henri Albert Hartmann. O artigo original de dois parágrafos em francês, juntamente com uma tradução em inglês de Thomas Pézier e um comentário moderno estão disponíveis. O procedimento é descrito em detalhes em seu livro Chirurgie du Rectum, publicado em 1931 e constituindo o volume 8 de seu Travaux de Chirurgie.